# Portugese parlementsverkiezingen 2019
De parlementsverkiezingen in Portugal van 2019 vonden plaats op 6 oktober 2019. Hierbij werd voor een periode van vier jaar een nieuwe volksvertegenwoordiging verkozen in het 230 zetels tellende Assembleia da República. De verkiezingen werden in december 2018 aangekondigd door president Marcelo Rebelo de Sousa.

## Achtergrond
Bij de voorgaande parlementsverkiezingen in Portugal, op 4 oktober 2015, kwam de centrumrechtse coalitie van toenmalig premier Pedro Passos Coelho als grootste uit de bus. Zijn alliantie, bestaande uit de conservatieve Partido Social Democrata en de christendemocratische Volkspartij, beschikte met 107 zetels echter niet over een meerderheid. De mogelijkheid om samen met de Partido Socialista een Grote coalitie te vormen werd door de sociaaldemocratische leider António Costa verworpen. Passos Coelho besloot hierop, zonder steun van de meerderheid van het parlement, met zijn coalitie door te regeren als minderheidskabinet. Intussen smeedde Costa een alliantie met drie andere linkse partijen: het Links Blok, de Communistische Partij en de Groenen. Met de (gedoog)steun van deze partijen had Costa een meerderheid te pakken, waarna hij op 26 november 2015 tot premier werd benoemd. Passos Coelho legde zijn leiderschap van de Partido Social Democrata in 2017 neer en werd opgevolgd door Rui Rio.
De Portugese grondwet schrijft voor dat parlementsverkiezingen plaats moeten vinden op een zondag, meer bepaald tussen 14 september en 14 oktober in het jaar dat de vorige legislatuurperiode eindigt. De deadline voor de verkiezingen van 2019 viel zodoende op zondag 13 oktober. President Marcelo Rebelo de Sousa legde de datum vast op 6 oktober 2019.
Een belangrijk thema tijdens deze verkiezingen was het milieu.

### Parlementszetels per district
Portugal is onderverdeeld in achttien districten en twee autonome regio's (Madeira en de Azoren). Samen kiezen zij 226 van de 230 parlementszetels, waarbij de onderlinge zetelverdeling wordt bepaald op basis van het aantal geregistreerde kiezers in elk gebied. De overige vier zetels worden gekozen door Portugezen elders in Europa (2) en in andere delen van de wereld (2).
Ten opzichte van de parlementsverkiezingen in 2015 leverden de districten Viseu en Guarda beide één parlementszetel in, terwijl zowel Lissabon als Porto er één bijkregen.
| District | Leden |
| -------- | ----- |
| Lissabon | 48    |
| Porto    | 40    |
| Braga    | 19    |
| Setúbal  | 18    |
| Aveiro   | 16    |
| Leiria   | 10    |
| Coimbra  | 9     |
| Faro     | 9     |
| Santarém | 9     |
| Viseu    | 8     |
| Madeira  | 6     |

| District         | Leden |
| ---------------- | ----- |
| Viana do Castelo | 6     |
| Azoren           | 5     |
| Vila Real        | 5     |
| Castelo Branco   | 4     |
| Beja             | 3     |
| Bragança         | 3     |
| Évora            | 3     |
| Guarda           | 3     |
| Portalegre       | 2     |
| Europa           | 2     |
| buiten Europa    | 2     |

## Uitslagen
Deze parlementsverkiezingen kenden een historisch laag opkomstpercentage van 48,6%. Dit terwijl in 2015 nog 55,8% van de Portugese kiezers zijn stem uitbracht.
De Socialistische Partij van premier António Costa kreeg meer dan een derde van de totale stemmen en boekte daarmee een klinkende overwinning. De partij zag haar zetelaantal stijgen van 86 naar 108 en werd veruit de grootste. De populariteit van Costa was voornamelijk te danken aan het herstel van de Portugese economie tijdens zijn eerste ambtstermijn.
Een andere winnaar was de ecologische partij Mensen-Dieren-Natuur, die ten opzichte van 2015 drie zetels vooruit ging. De tweede partij van Portugal, de Sociaaldemocratische Partij van Rui Rio, moest tien zetels inleveren en kwam uit op een totaal van 79. Deze partij bleef wel de grootste in het noordoosten van het land (met name in Bragança en Vila Real), alsmede op Madeira. Vooral de Volkspartij incasseerde een fors verlies en zakte terug van 18 naar 5 zetels. Partijleider Assunção Cristas kondigde hierop haar vertrek aan.
Dankzij stemmen uit Lissabon wisten drie partijen voor het eerst een zetel in het parlement te bemachtigen. Dit betrof onder meer de door Rui Tavares opgerichte partij LIVRE, die in 2015 nog met lege handen stond. Ook de partijen Genoeg! en het Liberaal Initiatief, die voor het eerst aan de verkiezingen meededen, veroverden één zetel. Met Genoeg! is voor het eerst in de Portugese geschiedenis een rechtspopulistische partij in het parlement vertegenwoordigd.
| Partij            | Partij                          | Leider                 | Stemmen   | Percentage | Zetels | Verschil |
| ----------------- | ------------------------------- | ---------------------- | --------- | ---------- | ------ | -------- |
|                   | Socialistische Partij           | António Costa          | 1.908.036 | 36,3%      | 108    | 22       |
|                   | Sociaaldemocratische Partij     | Rui Rio                | 1.457.704 | 27,8%      | 79     | 10       |
|                   | Links Blok                      | Catarina Martins       | 500.017   | 9,5%       | 19     | 0        |
|                   | Unitaire Democratische Coalitie | Jerónimo de Sousa      | 332.473   | 6,3%       | 12     | 5        |
|                   | Volkspartij                     | Assunção Cristas       | 221.774   | 4,2%       | 5      | 13       |
|                   | Mensen-Dieren-Natuur            | André Lourenço e Silva | 174.511   | 3,3%       | 4      | 3        |
|                   | Genoeg!                         | André Ventura          | 67.826    | 1,3%       | 1      | Nieuw    |
|                   | Liberaal Initiatief             | Carlos Guimarães Pinto | 67.681    | 1,3%       | 1      | Nieuw    |
|                   | LIVRE                           | Joacine Katar Moreira  | 57.172    | 1,1%       | 1      | 1        |
| Overige partijen  | Overige partijen                | Overige partijen       | 208.284   | 3,97%      | 0      | 0        |
| Blanco / ongeldig | Blanco / ongeldig               | Blanco / ongeldig      | 255.586   | 4,87%      | -      | -        |
| Totaal            | Totaal                          | Totaal                 | 5.251.064 | 100%       | 230    |          |